# Gérard IV de Juliers
Pour les articles homonymes, voir Gérard de Juliers.
 (mai 2024).
Si vous disposez d'ouvrages ou d'articles de référence ou si vous connaissez des sites web de qualité traitant du thème abordé ici, merci de compléter l'article en donnant les références utiles à sa vérifiabilité et en les liant à la section « Notes et références ».
Gérard IV de Juliers (? -1135), comte de Juliers, fils de Gérard III de Juliers, auquel il succède en 1118. Il assoit son autorité en dépit de luttes incessantes contre les archevêques de Cologne. 

## Descendance
Gérard IV est le père de trois fils :
- Guillaume Ier de Juliers
- Dietrich, chanoine à Cologne
- Herman, prévôt de saint Séverin à Cologne[1].